# Неоген
Неогенски период је јединица геолошког времена која се састоји од миоценске и плиоценске епохе. Након ње следи периода квартар која укључује плеистоценску и холоценску епоху, а претходи јој палеогенски период. Неоген и палеоген по старој класификацији имају заједнички назив терцијар. Иако терцијар више није признат као формални стратиграфски појам, употреба речи терцијар је и даље широко распрострањена у научној литератури и користи се у неформалној употреби. У прошлости су се изрази неогенски систем и систем горњег терцијара користили како би описали данашњи неогенски период.
Данас, међутим, постоји покрет међу геолозима (посебно морским геолозима специјализованим за неоген) да се садашњи геолошки период (квартар) укључи у неоген, док остали (посебно они специјализовани за геологију копна) инсистирају да квартар буде посебни период због другачијих налаза. Понешто збуњујућа терминологија и неслагање геолога о томе где треба повући хијерархијску међу је последица све финијег грануларитета, како се налази приближавају садашњости, и захваљујући томе што млађи седиментарни налази обично представљају далеко већи извор података од оних старијих, те указују на далеко већи број облика околине. Делећи кенозојску еру на три (или два) периода (палеоген, неоген, квартар) уместо 7 епоха, периоде је нешто лакше упоредити са трајањем периода у мезозојској и палеозојској ери.

## Подела
Неоген се дели на две епохе: миоцен и плиоцен. Епохе се даље деле на векове.
| Периода | Епоха      | Век | Почетак (Ma) | Крај (Ma) |
| ------- | ---------- | --- | ------------ | --------- |
| Неоген  |            |     |              |           |
| Плиоцен | Желасиј    |     |              |           |
| Плиоцен | Пјачентиј  |     |              |           |
| Плиоцен | Занклиј    |     |              |           |
| Миоцен  | Понтиј     |     |              |           |
| Миоцен  | Панониј    |     |              |           |
| Миоцен  | Сарматиј   |     |              |           |
| Миоцен  | Бадениј    |     |              |           |
| Миоцен  | Карпатиј   |     |              |           |
| Миоцен  | Отнангиј   |     |              |           |
| Миоцен  | Егенбургиј |     |              |           |
| Миоцен  | Егериј     |     |              |           |

Званична подела према ICS:
| Периода  | Епоха      | Век        | Почетак (Ma) | Крај (Ma) |
| -------- | ---------- | ---------- | ------------ | --------- |
| Квартар  | Плеистоцен | Желасиј    | 2,58         | 1,8       |
| Неоген   | Плиоцен    | Пјачентиј  | 3,6          | 2,58      |
| Неоген   | Плиоцен    | Занклиј    | 5,333        | 3,6       |
| Неоген   | Миоцен     | Месиниј    | 7,246        | 5,333     |
| Неоген   | Миоцен     | Тортониј   | 11,63        | 7,246     |
| Неоген   | Миоцен     | Серавалиј  | 13,82        | 11,63     |
| Неоген   | Миоцен     | Лангиј     | 15,97        | 13,82     |
| Неоген   | Миоцен     | Бурдигалиј | 20,44        | 15,97     |
| Неоген   | Миоцен     | Аквитаниј  | 23,03        | 20,44     |
| Палеоген | Олигоцен   | Хатиј      | 27,82        | 23,03     |